# شيم يانوفسكي
شيم يانوفسكي (بالبولندية: Chaim Janowski)‏ هو لاعب شطرنج بولندي، ولد في 15 يونيو 1853 في فاوكافيسك في روسيا البيضاء، وتوفي في 10 يناير 1935.

## وصلات خارجية
- شيم يانوفسكي على موقع مباريات الشطرنج (الإنجليزية)